# Bertignolles
Bertignolles ist eine französische Gemeinde mit 52 Einwohnern (Stand: 1. Januar 2022) im Département Aube in der Region Grand Est (vor 2016 Champagne-Ardenne). Sie gehört zum Arrondissement Troyes und zum Kanton Bar-sur-Seine. 

## Lage
Bertignolles liegt etwa 32 Kilometer ostsüdöstlich von Troyes.
Nachbargemeinden sind Beurey im Nordwesten und Norden, Longpré-le-Sec im Norden und Nordosten, Éguilly-sous-Bois im Osten, Chacenay im Osten und Südosten, Viviers-sur-Artaut im Süden und Südwesten sowie Chervey im Westen.

## Bevölkerungsentwicklung
| Jahr                       | 1962 | 1968 | 1975 | 1982 | 1990 | 1999 | 2006 | 2011 | 2019 |
| -------------------------- | ---- | ---- | ---- | ---- | ---- | ---- | ---- | ---- | ---- |
| Einwohner                  | 94   | 97   | 84   | 83   | 60   | 64   | 70   | 67   | 50   |
| Quellen: Cassini und INSEE |      |      |      |      |      |      |      |      |      |

## Sehenswürdigkeiten
- Kirche Saint-Étienne aus dem 12. Jahrhundert

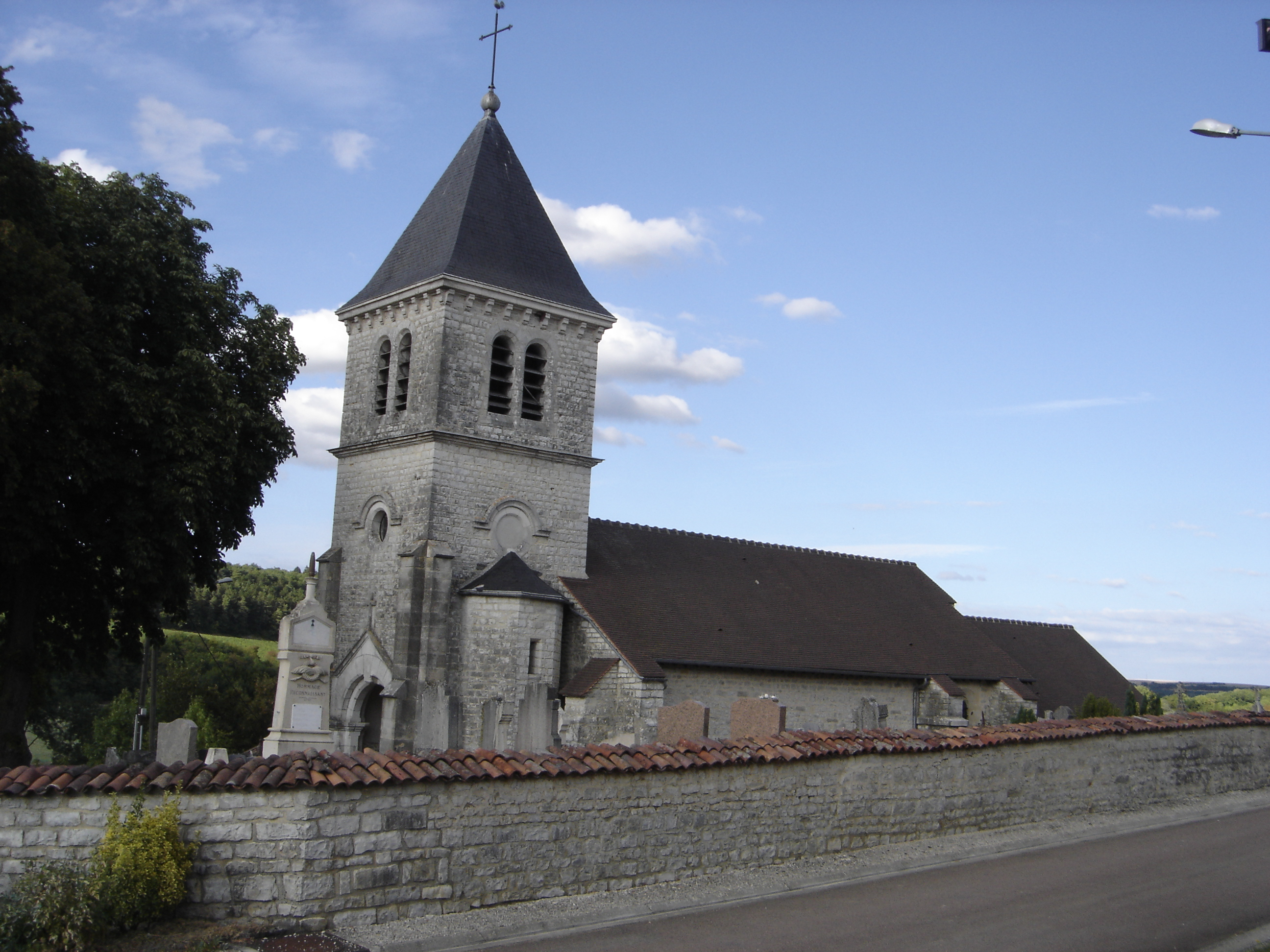
Kirche Saint-Étienne